# Jake Moody
Jake Moody, né le 23 novembre 1999 à Commerce dans le Michigan, est un sportif professionnel de football américain jouant au poste de kicker depuis la saison 2023 dans la National Football League (NFL) pour la franchise des 49ers de San Francisco.
Auparavant, il a joué au niveau universitaire pour les Wolverines de l'Université du Michigan. Il y est reconnu à deux reprises joueur All-American et se voit décerner le Lou Groza Award en 2021.
Il se présente ensuite à la draft 2023 de la NFL où il est sélectionné en 99e choix global par les 49ers, devenant le deuxième kicker à avoir été sélectionné dans un Top 100 depuis la draft 2012.

## Biographie

### Jeunesse
Moody étudie au lycée Northville à Northville dans le Michigan. Il y pratique le football américain et le baseball.

### Carrière universitaire
Moody intègre l'Université du Michigan en février 2018, sans se voir initialement attribuer une bourse qu'il obtient par la suite en juin 2018.
Lors de saison 2018 sous statut true freshman, Moody inscrit six field goals lors de la victoire 31 à 20 contre Indiana, établissant le record de field goals inscrits sur un match de son université,.
Lors de sa saison senior en 2021, il réussit à convertir 22 de ses 24 field goals tentés et 56 des 56 extra points tentés. Il marque également un field goal décisif dans le quatrième quart temps contre Nebraska le 9 octobre. Ses 122 points font de lui le meilleur marqueur de son équipe en 2021. Il est désigné meilleur kicker de la conférence Big Ten de la saison 2021 et lauréat du Lou Groza Award,,.
Moody revient pour une cinquième saison universitaire en 2022, profitant de l'année d'éligibilité supplémentaire accordée, à la suite de la pandémie de COVID-19 aiyant impacté la saison 2020. Le 29 octobre 2022 contre Michigan State, il inscrit 5 de ses 5 field goals tentés dont un de 54 yards, le plus long de sa carrière. Grâce à l'extra point qu'il inscrit au cours du troisième quart temps du match joué le 5 novembre 2022 contre Rutgers, Moody devient le 5e joueur de l'histoire des Wolverines à atteindre les 300 points en carrière. Avec l'extra point inscrit lors du premier quart temps du match joué le 12 novembre contre Nebraska, Moody devient le troisième joueur de l'histoire de son université à enchaîner deux saisons à plus de 100 points, après Anthony Thomas (1999-2000) et Tom Harmon (1939-1940). Avec quatre field goals inscrits contre Illinois le 19 novembre 2022, dont un décisif à neuf secondes de la fin, Moody arrive à un total de 65 field goals inscrits sur sa carrière universitaire et de 25 sur sa saison 2022. Il établit le nouveau record de son université du nombre de field goals inscrits en carrière dépassant Garrett Rivas, et égale le record de Remy Hamilton de 25 field goals inscrits sur une seule saison.
Pour la saison régulière 2022, Moody totalise 26 des 32 field goals tentés (moyenne de 81,25 %), 53 extra points sur 53 et est le meilleur marquer de son équipe avec 131 points. Grâce au field goal inscrit lors du deuxième quart temps du Fiesta Bowl 2022, il bat le record de 138 points inscrits sur une seule saison détenu depuis 1991 par Desmond Howard en terminant 2022 avec 147 points. Moody a inscrit 355 points sur sa carrière universitaire, établissant le nouveau record des Wolverines du plus grand nombre de points inscrits en carrière par un joueur, surpassant le précédent record de 354 points établi par Garrett Rivas. Il détient également le record du plus long field goal inscrit de ce programme (59 yards), surpassant le record précédent de 57 yards détenu par Quinn Nordin et Hayden Epstein.

### Carrière professionnelle
| Taille                 | Poids           | Bras              | Main             | Sprint   | Sprint   | Sprint   | Shuttle 20 yards | 3 cones drill | Détente   | Détente     | Développé couché | Test Wonderlic |
| Taille                 | Poids           | Bras              | Main             | 40 yards | 10 yards | 20 yards | Shuttle 20 yards | 3 cones drill | verticale | horizontale | Développé couché | Test Wonderlic |
| 1,84 m (6 ft 0 5/8 in) | 95 kg (209 lbs) | 78 cm (30 7/8 in) | 24 cm (9 1/2 in) | -        | -        | -        | -                | -             | -         | -           | -                | -              |

#### Draft
Moody est sélectionné en 99e choix global lors du troisième tour de la draft NFL 2023 par la franchise des 49ers de San Francisco, devenant le deuxième kicker à avoir été sélectionné dans un Top 100 depuis la draft 2012 avec Roberto Aguayo sélectionné en 2016, et le cinquième kicker depuis 2000 à avoir été sélectionné au cours des trois premiers tours, les autres étant Sebastian Janikowski (1er tour en 2000), Mike Nugent (2e tour en 2005), Roberto Aguayo (2e tour en 2016) et Nate Kaeding (3e tour en 2004),. Moody et son coéquipier à Michigan, Brad Robbins, sont le deuxième duo de kicker et de punter à être sélectionnés lors de la même draft au cours des 40 dernières années. Il est le premier des trois kickers sélectionnés lors de la draft 2023, devant Chad Ryland et Anders Carlson.

#### 49ers de San Francisco

##### 2023
Moody, bien qu'ayant été blessé lors du dernier match d'avant saison, est désigné titulaire pour le match de la 1re semaine contre les Steelers de Pittsburgh. Il y réussit ses trois tentatives de field goal et ses trois tentatives d'extra point. Cela fait de lui le premier kicker rookie depuis Justin Tucker en 2012 à réussir au moins 3 sur 3 extra points et field goal lors d'un match d'ouverture de la saison. Au cours de la 2e semaine contre les Rams de Los Angeles, Moody réussit de nouveau 3 field goals et 3 extra points, y compris un field goal de 57 yards, plus long field goal réussi par un kicker rookie de l'histoire des 49ers. En 6e semaine en déplacement chez les Browns, Moody rate 2 field goals, dont un de 41 yards potentiellement gagnant en fin du match. Moody est meilleur par la suite puisque lors du match contre les Cardinals, il établit la plus longue série d'extra points consécutifs réussis (53) depuis que la NFL a déplacé l'extra point sur la ligne des 15 yards. Moody réussit 21 field goals sur 25 tentés au cours de la saison régulière. Il est sépectionné dans l'équipe des meilleurs rookies de la NFL par la PFWA. Il rate un field goal au début de chacune des deux victoires de San Francisco en séries éliminatoires, mais réussit finalement le coup de pied gagnant dans les deux cas. Lors du Super Bowl LVIII, Moody établit le record du plus long field goal réalisé lors d'un Super Bowl soit un field goal de 55 yards inscrit en deuxième quart temps. Cependant, ce record est battu en troisième quart temps lorsque le botteur adverse Harrison Butker réussit un field goal de 57 yards. Bien que Moody voit sa tentative d'extra point bloquée au quatrième quart temps, il réussit un field goal de plus de 50 yards qui donne à San Francisco une avance de trois points. Il réussit ensuite un field goal au cours de la prolongation pour donner à nouveau l'avantage aux 49ers avant que les Chiefs de Kansas City n'inscrivent le touchdown qui leur permet de remporter le match 25 à 22.

##### 2024

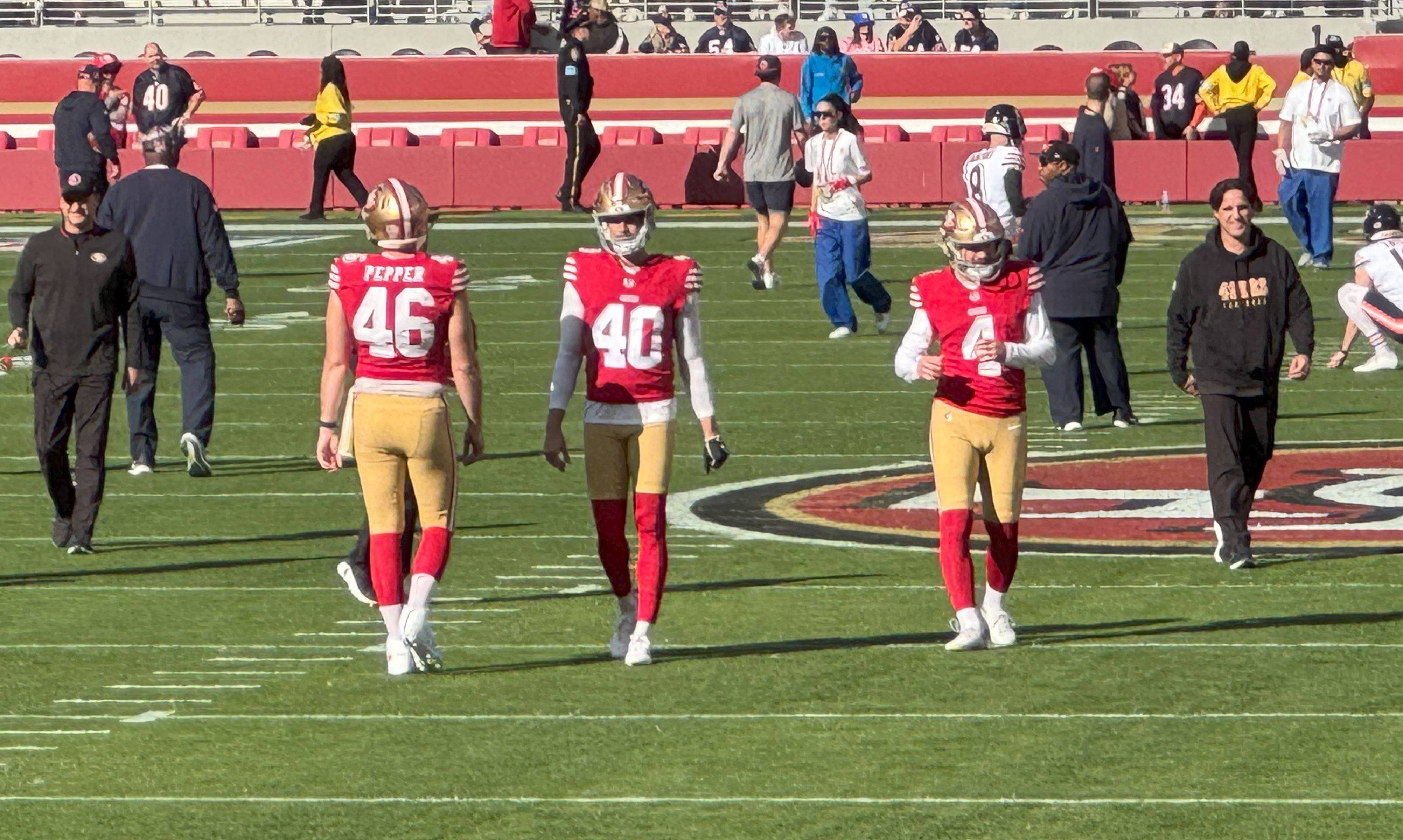
Moody (à droite) avec le long snapper des 49ers Taybor Pepper et le holder Pat O'Donnell

Au cours de la victoire 32 à 19 en première semaine contre les Jets de New York, Moody commence sa deuxième saison en réussissant ses six field goal et ses deux extra points. Avec ses six field goals convertis, Moody égale le record de sa franchise du plus grand nombre de field goals inscrits sur un seul match. Il réussit 7 des 8 field goals tentés au cours des semaines suivantes avant de manquer les semaines 6 et 7 à la suite d'une entorse à la cheville haute encourue en cinquième semaine. Lors de la défaite 34 à 40 en 17e semaine contre les Lions de Détroit, il rate deux field goals (de 51 et 58 yards) et un extra point.

## Statistiques

### Statistiques en NFL
| Année  | Équipe                 | MJ |        | Field goals | Field goals | Field goals | Field goals |         | Extra Points | Extra Points | Extra Points |     | Kick off | Kick off | Kick off |
| Année  | Équipe                 | MJ | Tentés | Réussis     | %           | Long        | Tentés      | Réussis | %            | Tentés       | Moy.         | TB  |          |          |          |
| 2023   | 49ers de San Francisco | 17 | 25     | 21          | 84,0        | 57          | 61          | 60      | 98,4         | 090          | 63,1         | 054 |          |          |          |
| 2024   | 49ers de San Francisco | 14 | 34     | 24          | 70,6        | 53          | 33          | 32      | 97,0         | 068          | 62,6         | 049 |          |          |          |
| Totaux | Totaux                 | 31 | 59     | 45          | 76,3        | 57          | 94          | 92      | 97,9         | 158          | 62,9         | 103 |          |          |          |

| Année  | Équipe                       | MJ |        | Field goals | Field goals | Field goals | Field goals |         | Extra Points | Extra Points | Extra Points |    | Kick off | Kick off | Kick off |
| Année  | Équipe                       | MJ | Tentés | Réussis     | %           | Long        | Tentés      | Réussis | %            | Tentés       | Moy.         | TB |          |          |          |
| 2023   | 49ers de San Francisco\| \|3 | 8  | 6      | 75,0        | 55          | 9           | 8           | 88,9    | 18           | 64,6         | 16           |    |          |          |          |
| Totaux | Totaux                       | 3  | 8      | 6           | 75,0        | 55          | 9           | 8       | 88,9         | 18           | 64,6         | 16 |          |          |          |

### Records de franchise des 49ers
- Le plus long field goal réussi par un rookie (57 yards)[31] ;
- Le plus long field goal réussi lors d'un Super Bowl (55 yards)[42] ;
- Le plus long field goal réussi lors d'un match se série éliminatoire (55 yards) ;
- Le plus grand nombre de field goals réussis sur un seul match (6, à égalité avec Robbie Gould, Ray Wersching et Jeff Wilkins )[43].